# Becicherecu Mic
Becicherecu Mic é uma comuna romena localizada no distrito de Timiș, na região histórica do Banato (parte da Transilvânia). A comuna possui uma área de 104.50 km² e sua população era de 2853 habitantes segundo o censo de 2011.

## População
| 2002 | 2011 |
| 2417 | 2853 |

## Património
- Sítio Arqueológico "Dealul Crucii" - século XIV-XV (época medieval)